# Zarija Peličić
Zarija Peličić (in serbo Зарија Пеличић?; 22 gennaio 1989) è un ex calciatore montenegrino, di ruolo centrocampista.

## Statistiche
Statistiche aggiornate al 19 luglio 2012.

### Presenze e reti nei club
| Stagione        | Squadra         | Campionato      | Campionato | Campionato | Coppe nazionali | Coppe nazionali | Coppe nazionali | Coppe internazionali | Coppe internazionali | Coppe internazionali | Altre coppe | Altre coppe | Altre coppe | Totale | Totale |
| Stagione        | Squadra         | Comp            | Pres       | Reti       | Comp            | Pres            | Reti            | Comp                 | Pres                 | Reti                 | Comp        | Pres        | Reti        | Pres   | Reti   |
| --------------- | --------------- | --------------- | ---------- | ---------- | --------------- | --------------- | --------------- | -------------------- | -------------------- | -------------------- | ----------- | ----------- | ----------- | ------ | ------ |
| 2007-2008       | Zeta            | 1L              | ?          | ?          | CM              | ?               | ?               | UCL                  | 1                    | 0                    | -           | -           | -           | 1      | 0      |
| 2008-2009       | Zeta            | 1L              | ?          | ?          | CM              | ?               | ?               | UEL                  | 2                    | 0                    | -           | -           | -           | 2      | 0      |
| 2009-2010       | Zeta            | 1L              | 26         | 1          | CM              | ?               | ?               | -                    | -                    | -                    | -           | -           | -           | 26     | 1      |
| 2010-2011       | Zeta            | 1L              | 27         | 1          | CM              | 6               | 0               | UEL                  | 2                    | 1                    | -           | -           | -           | 35     | 2      |
| 2011-2012       | Zeta            | 1L              | 24         | 1          | CM              | 2               | 0               | UEL                  | 2                    | 0                    | -           | -           | -           | 28     | 1      |
| 2012-2013       | Zeta            | 1L              | 0          | 0          | CM              | 0               | 0               | UEL                  | 3                    | 1                    | -           | -           | -           | 3      | 1      |
| Totale Zeta     | Totale Zeta     | Totale Zeta     | 77+        | 3+         |                 | 8+              | 0+              |                      | 10                   | 2                    |             | -           | -           | 95+    | 5+     |
| Totale carriera | Totale carriera | Totale carriera | 77+        | 3+         |                 | 8+              | 0+              |                      | 10                   | 2                    |             | -           | -           | 95+    | 5+     |